# Лепти, Бернар
Бернар Лепти (фр. Bernard Lepetit, 28 августа 1948, Версаль — 31 марта 1996, Париж) — известный французский историк, представитель четвертого поколения Школы «Анналов».

## Биография
Учился в Высшей нормальной школе де Сен-Клу (Лион). В 1976 году под руководством Пьера Губера защитил диссертацию по демографической истории города Версаля в 1545—1715 годах, а в 1987 году под руководством Жан-Клода Перро диссертацию по городской организации Франции в 1740—1840 годах.
В 1986—1992 годах учёный секретарь Журнала «Анналы».
Бернар Лепти был сбит автомобилем во время пробежки в Версале и скончался от полученных травм.

## Книги
- Грунтовые дороги и водные пути транспортной системы и пространственная организация во Франции в 1740—1840 гг. Париж. EHESS. 1984. 148 с.
- Приходы и муниципалитеты во Франции. Словарь административной и демографической истории (в соавторстве). Т. XVII. Париж. 1985. 628 с.
- Атлас Французской революции. Дороги и коммуникации (в соавторстве). Париж. EHESS. 1987. 91 с.
- Город и инновации. Распределительные сети в Европе в XIV—XIX вв. (в соавторстве). Париж. EHESS. 1987
- Городская структура и организация пространства в доиндустриальной Франции. 1740—1840 гг. Лилль. Университет Лилля III. 1988.
- Город во Франции (1740—1840). Париж. Albin Michel. 490 с.
- Городские темпоральности (в соавторстве). Париж. Антропос. 1993. 316 с.
- Городская система в доиндустриальной Франции (1740—1840). Кембридж. Cambridge University Press / Париж. MSH. 1994. 483 с.
- Атлас Французской революции. Население (в соавторстве). Т VIII. Париж. EHESS. 1995. 93 с.
- Столицы и прилегающие к ним районы в Европе в Новое время (в соавторстве). 1996. 288 с.
- Научные изобретения Средиземноморья (в соавторстве). Париж. EHESS. 1998. 325 с.
- Альбом для рисования на здании истории. Париж. Albin Michel. 490 с.
- Град социальных наук. Париж. Беллин. 2001. 409 с.

## Ссылка
- Лепти В. Общество как единое целое. О трех формах анализа социальной целостности